# إدوين أوروزكو
إدوين أوروزكو (بالإسبانية: Edwin Orozco)‏ هو دراج كولومبي، ولد في 17 يوليو 1982.

## وصلات خارجية
- إدوين أوروزكو على موقع الاتحاد الدولي للدراجات (الإنجليزية)
- إدوين أوروزكو على موقع أرشيف الدراجات (الإنجليزية)
- إدوين أوروزكو على موقع إحصائيات الدراجات الإحترافية (الإنجليزية)